# کوه ارکیس
کوه ارکیس (به ترکی استانبولی: Mount Erciyes) یک کوه و جاذبه‌های گردشگری در ترکیه است که در استان قیصریه واقع شده‌است. کوه ارکیس ۳٬۹۱۷ متر بالاتر از سطح دریا واقع شده‌است. کوه ارکیس آتشفشانیاست که توسط دریچه‌های یکپارچه و گنبدهای گدازه، و کوه احاطه شده‌است.